# Autoroute A1 (Pologne)
L'autoroute A1 (Autostrada A1) est une autoroute polonaise d’une longueur de totale de 584 km, dont plus de la moitié sont déjà ouverts à la circulation, la partie centrale étant pour partie en travaux et pour partie encore à l’état de projet. Cette autoroute fait partie de la route européenne 75 et devrait être achevée vers 2020. Elle traversera entièrement le pays du nord au sud, de Gdańsk jusqu’à Gorzyczki, près d'Ostrava (à la frontière tchèque).

## Histoire
Le projet de construire l'autoroute est né dans les années 1960, dans le cadre d'un projet d'une autoroute trans-européenne Nord-Sud (TAPP), ayant dans l'intention de relier les pays scandinaves avec les pays méditerranéens. Entre 1978 et 1989, la première section est ouverte, entre Tuszyn et Piotrków Trybunalski.
Entre Piotrków Trybunalski et Częstochowa, la route nationale 1 a été mise à 4 voies dans les années 1970, mais ce tronçon n'est pas aux normes autoroutières.
La rocade ouest de Toruń, construite entre 1992 et 1998, avec un viaduc traversant la Vistule, et de 10,7 km de longueur avec qu'une seule voie, a d'abord été renommée S10, avant la construction d'une deuxième voie (2008-2012).
Le 29 juillet 2005, les travaux de la section nord, à partir de Rusocin (sur 89,5 km) jusqu'à Nowe Marzy commencent. Ce tronçon est construit à 4 voies, avec la possibilité d'une troisième voie. Le tronçon a été entièrement ouvert à la circulation le 17 octobre 2008.
Le 24 août 2008 a commencé la construction du tronçon Nowe Marzy - Toruń sud, de 51 km d'autoroute plus la mises aux normes autoroutières de la rocade ouest de Toruń (alors S10), de 10,7 km.
Le 23 décembre 2009 a été ouvert le tronçon entre Gliwice Sośnica et Rybnik, après presque 3 ans de travaux. La longueur de ce tronçon est de 15,5 km.
Un an plus tard, le tronçon entre Rybnik et Żory, d'une longueur de 7,5 km, est ouvert à la circulation. Le 21 avril 2011 le tronçon Żory – Świerklany de 7 km de longueur, est ouvert. Ce chantier a été retardé à cause des inondations survenues à l'hiver 2010.
Le 30 septembre 2011, le tronçon Gliwice Wschód – Gliwice Sośnica (6 km), est ouvert. 
Le 14 octobre 2011, le tronçon Nowe Marzy - Toruń sud est ouvert à la circulation, après plus de 3 ans de travaux. Sur ce tronçon, deux ouvrages d'art majeurs ont été réalisés pour traverser la Vistule : à Grudziądz et à Toruń.
Le 22 décembre, le tronçon entre Zabrze-nord et Gliwice-est est ouvert à la circulation.
Le 30 avril 2014, le dernier tronçon manquant de la partie nord est ouvert, entre Włocławek (ouest) et Kowal : on peut donc rouler sur l'A1 sans interruption entre Gdańsk et l'A2, au nord de Łódź. Plus de la moitié de l'autoroute est alors ouverte.
Le 23 mai, c'est le dernier tronçon en construction depuis plusieurs années, long de 7 km, entre Świerklany et Mszana qui est ouvert, à la suite de l'achèvement du viaduc de Mszana.
Le 1er juillet 2016, la déviation est de Łódź, en construction depuis plusieurs années, est ouverte à la circulation. Ce tronçon, long de 40 km, permet la liaison complète entre le nord et le sud de la Pologne à 4 voies.

## Parcours
- Échangeur entre A1 et S6 : Gdańsk, Gdynia, Szczecin, Elbląg
- 1 Rusocin : Pruszcz Gdański DK6 E28 E75 DW226
- Péage de Rusocin
  -  Aire de repos Kleszczewko (dans les deux sens)
- 2 Stanisławie (péage) : Tczew DW224
- 3 Swarożyn (péage) : Starogard Gdański, Malbork DK22
- 4 Pelplin (péage) : Pelplin DW229
- Aire de service Olsze (dans les deux sens)
- 5 Kopytkowo (péage) : Skórcz DW231
  -  Aire de repos Gajewo (sens  Gdańsk-Gorzyczki)
- 6 Warlubie (péage) : Warlubie DW214
- 7 Nowe Marzy (péage) : Świecie, Bydgoszcz DK5 E261 DK91; S5 en projet
- 8 Grudziądz (péage) : Grudziądz, Chełmno DK95
- Aire de service Malankowo (dans les deux sens)
- 9 Lisewo (péage) : Wąbrzeźno DW548
  -  Aire de repos Drzonowo (dans les deux sens)
- (en projet)  Dźwierzno (péage) : Chełmża DW551
  -  Aire de repos Nowy Dwór (dans les deux sens)
- 10 Turzno (péage) : Kowalewo Pomorskie, Turzno DK96
- 11 Lubicz (péage) : Toruń (ouest) (centre), Lipno DK10 DK80
- Tronçon commun avec la S10
  -  Aire de repos Nowa Wieś (dans les deux sens)
- Péage de Nowa Wieś
- Échangeur entre A1 et S10 (12) Toruń Południe : Toruń (sud), Bydgoszcz
- Fin du tronçon commun avec la S10
- (en projet)  Péage de Czerniewice
- Aire de service Otłoczyn (dans les deux sens)
- 13 Ciechocinek : Ciechocinek, Aleksandrów Kujawski DW266
  -  Aire de repos Kałęczynek (dans les deux sens)
- 14 Włocławek Północ : Włocławek (nord) DW252
- Aire de service Machnacz (dans les deux sens)
- 15 Włocławek Zachód : Włocławek, Brześć Kujawski DK62
  -  Aire de repos Ludwinowo (dans les deux sens)
- 16 Kowal : Włocławek (sud), Kowal DK91
- Aire de service Lubień Płn (sens Gorzyczki-Gdańsk)
- Aire de service Lubień Płd (sens Gdańsk-Gorzyczki)
  -  Aire de repos Strzelce Płn (sens  Gorzyczki-Gdańsk)
  -  Aire de repos Strzelce Płd (sens  Gdańsk-Gorzyczki)
- 17 Kutno Północ : Kutno (nord), Strzelce, Gostynin DK60
- 18 Kutno Wschód : Kutno (ouest), Łowicz DK92
  -  Aire de repos Krzyżanów Wsch (sens  Gorzyczki-Gdańsk)
  -  Aire de repos Krzyżanów Zach (sens  Gdańsk-Gorzyczki)
- 19 Piątek : Piątek, Łęczyca DW703
  -  Aire de repos Głowno Wsch. (sens  Gorzyczki-Gdańsk)
  -  Aire de repos Głowno Zach. (sens  Gdańsk-Gorzyczki)
- Échangeur entre A1 et A2 E30 (20) Łódź Północ : Poznań, Świecko, Varsovie, Kukuryki
- Aire de service Skoszewy Wsch. (sens Gorzyczki-Gdańsk)
- Aire de service Skoszewy Zach. (sens Gdańsk-Gorzyczki)
- 21 Brzeziny : Łódź (nord), Brzeziny, Rawa Mazowiecka DK72
- 22 Łódź Wschód : Łódź (centre) (est), Andrespol DW713
  -  Aire de repos Wiśniowa Góra Wsch. (sens  Gorzyczki-Gdańsk)
  -  Aire de repos Wiśniowa Góra Zach. (sens  Gdańsk-Gorzyczki)
- 23 Łódź Górna : Rzgów, Pabianice, Tomaszów Mazowiecki DW714
- Échangeur entre A1 et S8 E67 (24) Łódź Południe : Wrocław, Łódź (sud)
- Tronçon en commun avec la S8
- 25 Tuszyn : Tuszyn DK12 DK91
- Échangeur entre A1 et S8 E67 (26) Piotrków Trybunalski Zachód (demi-échangeur) : Varsovie, Piotrków Trybunalski (nord)
- Fin du tronçon commun avec la S8
- 26 Piotrków Trybunalski Południe : Piotrków Trybunalski (centre), Bełchatów DK74
- Fin d'autoroute, la route nationale la prolonge à 4 voies. Le tronçon entre Piotrków Trybunalski et Pyrzowice est en projet ou en construction par endroits.
- Reprise de l'autoroute par une sortie Częstochowa Południe
- 34 Częstochowa Południe : Częstochowa (sud), Miasteczko Śląskie, Tarnowskie Góry DW908
- Aire de repos Starcza (dans les deux sens)
- 35 Woźniki : Woźniki
- Aire de service Woźniki (dans les deux sens)
- (en projet)  Péage de Ożarowice
- Échangeur entre A1 et S1 Pyrzowice : Dąbrowa Górnicza, Tychy, Bielsko-Biała, Zwardoń (frontière slovaque), Poznań
- Aire de repos Dobieszowice (dans les deux sens)
- 37 Piekary Śląskie : Piekary Śląskie, Bytom (est) DW911; S11 en projet
- 38 Bytom : Bytom, Tarnowskie Góry DK11
- 39 Zabrze Północ : Zabrze (nord), Pyskowice DK78 DK94
- Aire de service Wieszowa Południe (sens Gorzyczki-Gdańsk)
- Aire de service Wieszowa Północ (sens Gdańsk-Gorzyczki)
- 40 Zabrze Zachód : Zabrze (ouest), Gliwice (nord) DK78
- (en projet)  Péage de Czekanów
- 41 Gliwice Wschód : Gliwice (est), Zabrze (centre) DK88
- Échangeur entre A1 et DTŚ (DW902) Gliwice Sośnica : Gliwice (centre), Świętochłowice, Chorzów, Katowice
- 42 Gliwice Sośnica : Gliwice (sud) DK44
- Échangeur entre A1 et A4 E40 Gliwice Sośnica : Zgorzelec (frontière allemande), Wrocław, Opole, Cracovie, Rzeszów, Korczowa (frontière ukrainienne)
- (en projet)  Péage de Gliwice
- 43 Knurów : Knurów DW921
- Aire de repos Knurów Wschód (sens  Gorzyczki-Gdańsk)
- Aire de repos Knurów Zachód (sens  Gdańsk-Gorzyczki)
- 44 Dębieńsko : Dębieńsko, Czerwionka
- 45 Rybnik : Rybnik (nord) DW925
- Aire de service Żory/Rowień-wschód (sens Gorzyczki-Gdańsk)
- Aire de service Żory/Rowień-zachód (sens Gdańsk-Gorzyczki)
- 46 Żory : Żory (centre), Rybnik (centre) DW935
- 47 Świerklany : Świerklany, Żory (sud), Rybnik (sud), Wodzisław Śląski (nord) DW932
- Viaduc de Mszana (400 m)
- 48 Mszana : Jastrzębie Zdrój, Wodzisław Śląski (centre) DW933
- (en construction)  Aire de service Mszana północ (sens Gdańsk-Gorzyczki)
- (en construction)  Aire de service Mszana południe (sens Gorzyczki-Gdańsk)
- (en projet)  Péage de Godów
- 49 Gorzyce : Gorzyce, Wodzisław Śląski (sud)
- Frontière tchèque